# Немолодишев Сергій Олександрович
Сергій Олександрович Немолодишев (рос. Сергей Александрович Немолодышев; 30 березня 1985, м. Свердловськ, СРСР) — російський хокеїст, нападник. 
Вихованець хокейної школи «Спартаковець» (Єкатеринбург). Виступав за «Динамо-Енергія» (Єкатеринбург), «Мечел» (Челябінськ), «Нафтохімік» (Нижньокамськ), «Молот-Прикам'я» (Перм), «Нафтовик» (Альметьєвськ), «Автомобіліст» (Єкатеринбург), «Супутник» (Нижній Тагіл).